# ایکان
اِیکان (به انگلیسی: Akon) (تلفظ آی‌پی‌ای: ‎/ˈeɪkɒn/‎) (زادهٔ ۳۰ آوریل ۱۹۷۳) خواننده، آهنگساز و تهیه‌کننده هیپ هاپ و آر اند بی سنگالی-آمریکایی است. ایکان در سال ۲۰۰۴ با آهنگ «Locked Up» از اولین آلبوم خود Trouble به شهرت رسید. آهنگ «Smack That» در دومین آلبومش Konvicted نامزد جایزه گرمی شد. او مؤسس شرکت‌های Konvict Muzik و Kon Live Distribution است. او در بیش از ۱۳۰ ترانه به عنوان مهمان ظاهر شد و ۱۸ ترانه به اعتبار او در فهرست بیلبورد هات ۱۰۰ قرار گرفت. او تنها هنرمندی است که در یک زمان ترانه‌هایش را با هم در مکان اول و دوم جدول بیلبورد هات ۱۰۰ قرار داده‌است.

## نام
ایکان معمولاً با نام کوتاه آلیونه تیام (به انگلیسی: Aliaune Thiam) شناخته می‌شود، ولی بعضی از منابع نام او را آلیونه بادارا تیام (به انگلیسی: Alioune Badara Thiam) ذکر کرده‌اند، و About.com هم شکل طولانی نام او را آلیونه دامالا بوگا تایم پورو ناکا لو لو لو بادارا ایکان تیام (به انگلیسی: Aliaune Damala Bouga Time Puru Nacka Lu Lu Lu Badara Akon Thiam) معرفی کرده که کاملاً تأیید نشده‌است.

## زندگی‌نامه
او پسر نوازندهٔ جاز، مور تیام است. در آمریکا متولد شد اما تا هفت سالگی در داکار سنگال زندگی می‌کرد.
اولین ترانه‌اش را با نام «Operations of Nature» در سن پانزده سالگی ضبط کرد و بلافاصله پس از آن به جرم سرقت مسلح و توزیع مواد مخدر زندانی شد و زمانی را که در زندان بود بر روی موسیقی صرف کرد. پس از اینکه آزاد شد شروع به ساختن و ضبط کردن آهنگ‌هایی در استودیوی خانگی‌اش کرد.

### ۲۰۰۶–۲۰۰۷: کانوکیتید
در سال ۲۰۰۶–۲۰۰۷ ایکان موفق‌ترین خواننده در بیلبورد هات ۱۰۰ بود و نه آهنگ در این فهرست از آن خود داشت. در آلبوم دوم خود با نام کانوکیتید (به انگلیسی: Konvicted) امینم، اسنوپ داگ و استایلز پی. با او همکاری داشتند. در اواخر اوت ۲۰۰۶ ترانه «Smack That» را به همراه امینم خواند که برای پنج هفته مداوم در تراز دوم جدول بیلبورد هات ۱۰۰ بود و موزیک ویدئویی آن توسط ریموند گارسد کارگردانی شده بود. «I Wanna Love You» تک‌آهنگ دوم این آلبوم بود که در سپتامبر ۲۰۰۶ عرضه شد و اسنوپ داگ هم در این آهنگ با او همکاری کرده بود، از آن در آلبومش استفاده نمود. این آهنگ، اولین اثر ایکان و دومین اثر اسنوپ داگ بود که در جدول بیلبورد هات ۱۰۰ برای دو هفته در تراز اول قرار گرفته بود. تک‌آهنگ بعدی او «Don't Matter» بود که اولین اثر انفرادیش بود که در تراز اول جدول بیلبورد هات ۱۰۰ قرار گرفت.
در ۵ اکتبر ۲۰۰۶ ایکان رکوری از خود در تاریخ ۴۸ ساله بیلبورد هات ۱۰۰ به جای گذاشت، به طوری که ترانه «Smack That» جهش فوق‌العاده‌ای از تراز ۹۵ به ۷ داشت. این رکورد در ۷ آوریل ۲۰۰۷ توسط آهنگ Beautiful Liar بیانسه و شکیرا شکسته شد. این آهنگ از جهشی از تراز ۹۳ به ۳ داشت.
در دسامبر ۲۰۰۶ «Smack That» نامزد جایزه گرمی شد اما به آهنگ My Love جاستین تیمبرلیک باخت.

## آلبوم‌شناسی
- ۲۰۰۴: دردسر
- ۲۰۰۶: کانوکیتید
- ۲۰۰۸: آزادی
- ۲۰۱۵: استادیوم
- ال نگریتو (۲۰۱۹)
- ایکاندا (۲۰۱۹)
- کانکت (۲۰۱۹)